# 松平定陳
松平 定陳（まつだいら さだのぶ）は、江戸時代前期から中期にかけての大名。伊予国今治藩の第3代藩主。定房系久松松平家3代。官位は従五位下・駿河守。

## 生涯
第2代藩主・松平定時の次男。兄・定直が本家伊予松山藩の藩主となったため、延宝2年（1674年）正月に世子となる。延宝4年（1676年）、父の死去により跡を継いだ。このとき、弟・定昌に5000石を分与している。法令制定や軍制改革、文武の奨励、そして農政における均田制の導入や前堀塩田の開発などを行なって藩政を確立した。
教養人としても優れ、西山宗因に学んだと言われている。元禄11年（1698年）に備後国福山藩が藩主・水野勝岑の夭折により改易された際には福山城の受け取りを命じられた。
元禄15年（1702年）9月6日に36歳で死去し、跡を長男・定基が継いだ。

## 系譜
- 父：松平定時（1635-1676）
- 母：不詳
- 正室：せい - 溝口重雄五女
  - 長男：松平定基（1687-1759）
- 生母不明の子女
  - 長女：渡辺登綱正室
  - 次女：松平重休正室 - のち渡辺登綱継室
  - 女子：服部正令室